# Loch Oich
Le Loch Oich (Loch Omhaich en gaélique écossais) est un loch d'eau douce dans les Highlands d'Écosse. Il forme une  partie du parcours du canal calédonien, dont il constitue le bief le plus haut, à 32 m d'altitude.
Ce loch étroit se situe entre le Loch Ness et le Loch Lochy dans le Great Glen. Son principal tributaire est la rivière Garry, qui lui apporte les eaux issues du Loch Garry. Il est relié au Loch Ness par la rivière Oich.